# Теорема Рунге
Теорема Рунге (також апроксимаційна теорема Рунге) в комплексному аналізі  — твердження про можливість рівномірного наближення голоморфної функції раціональними функціями або многочленами. Доведена німецьким математиком Карлом Рунге у 1885 році.

## Формулювання
Позначимо {\displaystyle {\hat {\mathbb {C} }}=\mathbb {C} \cup \{\infty \}.} Нехай {\displaystyle K\subset \mathbb {C} }  — компактна підмножина і {\displaystyle f(z)} голоморфна функція в визначена на відкритій множині, що містить {\displaystyle K.}
Якщо {\displaystyle A}  — множина, що містить по одній точці з кожної компоненти зв'язності множини {\displaystyle {\hat {\mathbb {C} }}\setminus K,} для кожного {\displaystyle \varepsilon >0} існує раціональна функція, що має полюсами в множині {\displaystyle A} і для якої {\displaystyle \sup _{z\in K}|f(z)-r(z)|<\varepsilon }.
Звідси зокрема випливає, що при тих же умовах і позначеннях, що і вище для функції {\displaystyle f(z)} існує послідовність функцій {\displaystyle f_{i}(z),} що рівномірно на {\displaystyle K} збігаються до {\displaystyle f(z).}
Якщо {\displaystyle U\subset \mathbb {C} } — відкрита множина то також довільна голоморфна на {\displaystyle U} функція {\displaystyle f(z)} може бути рівномірно на компактних підмножинах наближеною раціональними функціями.

## Наслідки
- Якщо {\displaystyle K\subset \mathbb {C} } і множина {\displaystyle {\hat {\mathbb {C} }}\setminus K,} є зв'язною то взявши {\displaystyle A=\infty } з теореми Рунге можна отримати наступний результат, який теж часто називається теоремою Рунге:

Якщо при вказаних умовах функція {\displaystyle f(z)} є голоморфною на відкритій множині, що містить {\displaystyle K} тоді для кожного {\displaystyle \varepsilon >0} існує многочлен {\displaystyle p(z)}, для якого {\displaystyle \sup _{z\in K}|f(z)-p(z)|<\varepsilon }.
- Дане твердження може бути перефразованим для відкритих зв'язних множин {\displaystyle U\subset \mathbb {C} } таких, що {\displaystyle {\hat {\mathbb {C} }}\setminus U} є зв'язною множиною. В цьому випадку {\displaystyle f(z)} рівномірно наближається поліномами на всіх компактних підмножинах в {\displaystyle U.} Множина {\displaystyle U} є зв'язною разом із своїм доповненням {\displaystyle {\hat {\mathbb {C} }}\setminus U} тоді і тільки тоді, коли множина {\displaystyle U} є однозв'язною. Натомість якщо взяти {\displaystyle U=\mathbb {C} \setminus \{0\}} то функцію {\displaystyle f(z)={\frac {1}{z}}} не можна апроксимувати на компактах многочленами.

Тому можна перефразувати попередні результати як: для зв'язної множин {\displaystyle U\subset \mathbb {C} } довільну голоморфну на {\displaystyle U} функцію {\displaystyle f(z)} можна наблизити многочленами рівномірно на компактах тоді і тільки тоді коли множина {\displaystyle U} є однозв'язною.